# Грайц
Грайц (нім. Greiz) — місто в Німеччині, розташоване в землі Тюрингія. Районний центр однойменного району.
Площа — 76,3 км2. Населення становить 20 397 ос. (станом на 31 грудня 2021).

## Персоналії
- Оскар Заля (1910—2002) — німецький композитор, фізик та винахідник.